# James DePreist

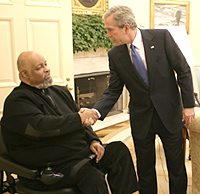
James DePreist mit US-Präsident George W. Bush (2005)

James A(nderson) DePreist (* 21. November 1936 in Philadelphia, Pennsylvania; † 8. Februar 2013 in New York City, New York, nach anderen Angaben in Scottsdale, Arizona) war ein US-amerikanischer Dirigent und Musikpädagoge.

## Leben
DePreist studierte bis 1961 an der University of Pennsylvania und danach Komposition am Philadelphia Conservatory of Music Komposition bei Vincent Persichetti. Er begann zunächst eine Karriere als Jazzmusiker; mit seinem Jimmy DePreist Quintet ging er mit Unterstützung des State Department auf eine  Tournee durch den Nahen Osten und Fernost. Bei der Reise 1962 nach Bangkok erkrankte er an Kinderlähmung, gewann jedoch kurze Zeit später den Ersten Preis bei der Dimitri Mitropoulos International Music Competition. 1965 bis 1966 war er Assistent des Dirigenten Leonard Bernstein beim New York Philharmonic Orchestra.
1969 debütierte er in Europa mit dem Rotterdams Philharmonisch Orkest. 1971 holte ihn Antal Doráti als Associate Conductor an das National Symphony Orchestra nach Washington. Er wirkte dann als Dirigent des Orchestre symphonique de Québec, der Malmö Symphony und 23 Jahre lang des Oregon Symphony Orchestra. Als Gastdirigent trat er u. a. in Amsterdam, Berlin, Budapest, Kopenhagen, Helsinki, Manchester, Melbourne, München, Prag, Rom, Rotterdam, Seoul, Stockholm, Stuttgart, Sydney, Tel Aviv, Tokio und Wien auf. Von 2005 bis 2008 war er Chefdirigent des Tokyo Metropolitan Symphony Orchestra. Insgesamt spielte er mehr als 50 Aufnahmen ein. 2003 wurde er für einen Grammy nominiert.
1987 dirigierte DePreist das Orchester der Juilliard School of Music bei einer Aufführung von Mendelssohns Violinkonzert mit dem Geiger Gil Shaham. 1992 wurde DePreist in die American Academy of Arts and Sciences gewählt. Von 2004 bis 2011 war er Direktor (danach Emeritus) der Conducting and Orchestral Studies an der Juilliard School. 2005 wurde er mit der National Medal of Arts ausgezeichnet. DePreist ist ein Neffe der Opernsängerin Marian Anderson.